# Virginia Slims Championships 1989
Il WTA Tour Championships 1989 è stato un torneo di tennis femminile che si è giocato al Madison Square Garden di New York negli USA dal 13 al 19 novembre su campi in sintetico indoor. È stata la 18ª edizione del torneo di fine anno di singolare, la 14a del torneo di doppio.

## Campionesse

### Singolare
Steffi Graf ha battuto in finale  Martina Navrátilová con il punteggio di 6–4, 7–5, 2–6, 6–2

### Doppio
Martina Navrátilová /  Pam Shriver hanno battuto in finale  Larisa Neiland /  Nataša Zvereva con il punteggio di 6–3, 6–2